# Тельма (фільм, 1912)
Тельма (англ. Thelma) — американська короткометражна драма режисера Оскара Апфеля 1912 року.

## У ролях
- Еліс Вікс — Тельма Гулдмар
- Ірвінг Каммінгс — Філіп Ерінгтон
- Джозеф С. Чейлі — Олаф Гулдмар - батько Тельми
- Марджорі Дуайт — леді Клара Вінслей
- Джордж Майероні — сер Френсіс Леннокс
- Джулія Херлі — Луїза Ісланд
- Вірджинія Вестбрук — Бріта - покоївка Луїзи
- Роберт Емметт Тенсі — Сігурд - гном